# Piquet Carneiro
Piquet Carneiro is een gemeente in de Braziliaanse deelstaat Ceará. De gemeente telt 15.673 inwoners (schatting 2009).